# Release
Release (с англ. — «выпуск») — восьмой студийный альбом британской поп-группы Pet Shop Boys, вышедший в 2002 году. По настроению он напоминает другой альбом группы — Behaviour. В записи альбома принимал участие Джонни Марр, который сотрудничал с Pet Shop Boys в 1990 году при записи вышеупомянутого Behaviour. В Великобритании альбом занял 7-е место.

## Обзор
В 9 из 10 песен альбома присутствует игра на гитаре, что ещё больше придаёт песням атмосферу грусти, тоски и депрессии. В песне «The Night I Fell In Love» рассказывается о рандеву рэпера-гомосексуалиста (прототипом был выбран Эминем) и его молодого поклонника.
Несмотря на свою мрачность и непохожесть на предыдущие альбомы Pet Shop Boys, Release оказался весьма успешным — в мире было продано около миллиона экз. альбома. По продажам в Великобритании альбом стал серебряным.

## Обложка
Release стал первым альбомом группы, в оформлении которого не принимал участие их долголетний дизайнер Марк Фарроу. Вместо этого дизайн был разработан нью-йоркской фирмой Visionaire Design под руководством Грега Фоули. Альбом одновременно вышел в четырёх цветовых гаммах (серой, голубой, розовой и красной); при этом каждая версия имела оттиск определённого цветка.

## Список композиций

### «Release»
1. «Home and Dry» — 4:21
2. «I Get Along» — 5:50
3. «Birthday Boy» — 6:27
4. «London» — 3:47
5. «E-Mail» — 3:55
6. «The Samurai in Autumn» — 4:18
7. «Love Is a Catastrophe» — 4:50
8. «Here» — 3:16
9. «The Night I Fell in Love» — 5:06
10. «You Choose» — 3:11

### «Release: Bonus CD»
Американское издание «Release» включало в себя второй диск, на котором были записаны ремиксы на песни из альбома, а также некоторые бисайды к альбомным синглам.
1. «Home And Dry» (Ambient Mix) — 5:29
2. «Sexy Northerner» — 3:40
3. «Always» — 5:06
4. «Closer To Heaven» (Slow Version) — 6:30
5. «Nightlife» — 3:56
6. «Friendly Fire» (Studio Version) — 3:26
7. «Break 4 Love» (UK Radio Mix) (feat. Peter Rauhofer) — 3:29
8. «Home And Dry» (Blank And Jones Mix) — 6:38

## Высшие позиции в чартах
| Страна         | Место |
| -------------- | ----- |
| Германия       | 3     |
| Великобритания | 7     |
| Дания          | 9     |
| Швеция         | 12    |
| Швейцария      | 13    |
| Австрия        | 15    |
| Испания        | 16    |
| Чехия          | 19    |
| Бельгия        | 21    |
| Финляндия      | 22    |
| Италия         | 27    |
| Норвегия       | 33    |
| Франция        | 53    |
| Ирландия       | 53    |
| Канада         | 58    |
| Нидерланды     | 71    |
| США            | 73    |

## Альбомные синглы
- «Home And Dry» (март 2002; #14)
- «I Get Along» (июль 2002; #18)